# Punggawan
Punggawan is een bestuurslaag in het regentschap Surakarta van de provincie Midden-Java, Indonesië. Punggawan telt 3742 inwoners (volkstelling 2010).